# Affaire Noëlle Becquelin et Marie-Marthe Germanier contre État du Valais
L'affaire de Noëlle Becquelin et Marie-Marthe Germanier contre État du Valais est la première plainte pour discrimination salariale dans le canton du Valais après l'adoption par le peuple suisse de la modification constitutionnelle sur l'égalité. 
Déboutées à deux reprises par le Tribunal cantonal, les deux plaignantes obtiennent gain de cause au bout de 17 ans de procédure par décision du Tribunal fédéral en 2003,.

## Contexte
Noëlle Becquelin est engagée par l’État du Valais en 1980 en tant que secrétaire du chef du Département de l'instruction publique, qui est alors le conseiller d'État Bernard Comby. Avec sa collègue Marie-Marthe Germanier, secrétaire du chef du Département de l'intérieur, elles déposent en 1986, une demande pour le réajustement de leur salaire. Le poste des deux secrétaires est catalogué en classe 16 de l'échelle des salaires de l’État du Valais alors que leurs cahiers des charges correspondent à celui de secrétaire de la Chancellerie de l'État, dont l'emploi est attribué à la classe 10. Cette demande est refusée par le Conseil d'État et les deux employées lancent une procédure juridique contre l’État du Valais pour discrimination salariale. 
Après deux défaites au niveau du Tribunal cantonal, elles obtiennent finalement gain de cause par décision du Tribunal fédéral  le 18 mars 2003. La procédure aura duré 17 ans et est prononcée plusieurs années après que les recourantes ont pris leur retraite (à partir de 1992),.
Les deux plaignantes doivent recourir une nouvelle fois pour obtenir l'ajustement des contributions à la caisse de retraite cantonale et l'augmentation rétroactive de leurs pensions. Toutes les deux démontrent une certaine ténacité dans la reconnaissance de leurs droits, quitte à affronter un conseiller d'État publiquement.

## Arrêt du Tribunal fédéral
Après le refus d'entrée en matière du Conseil d’État, une plainte pour discrimination salariale et une demande de reclassification de fonction pour « secrétaire de chef de département » en classe 16 est déposée. Le Tribunal administratif cantonal statue négativement. Le recours est admis par le Tribunal fédéral en 1989. Il s'agit de redéfinir leurs postes en classe 10 de l'échelle de traitement, en se basant sur la comparaison de la fonction avec celle du chef de secrétariat de la Chancellerie de l'État.  Le 12 mai 2003, le Tribunal fédéral statue en faveur des demanderesses, constatant qu’elles avaient été victimes d’une discrimination salariale. 
La décision ordonne à l’État du Valais de ranger les fonctions occupées par les deux plaignantes en classe 10, d'établir le montant des salaires revenant à chacune d'elles ainsi que les prestations afférentes aux salaires auxquelles elles avaient droit et de leur verser ces sommes, avec une indemnité à titre de dépens. 

### Conséquences
La revalorisation salariale coûte au canton près de 20 000 francs suisses par année de service ; les deux femmes toucheront finalement plus de 100 000 francs suisses.